# جوني بومفوس
جوني بومفوس (بالإنجليزية: Johnny Bumphus)‏ مواليد 17 أغسطس 1960 في تاكوما، هو ملاكم أمريكي يصنف ضمن فئة وزن الوسط.

## إحصائيات
خاض خلال مسيرته 31 نزالا، فاز في 29 ولم يتعادل وخسر في 2. فاز بالضربة القاضية في 20 نزالا.

## روابط خارجية
- جوني بومفوس على موقع بوكس ريك (الإنجليزية) (registration required)